# Safran S.A.
Safran S.A. (Euronext: SAF

) er en fransk multinational flymotor, raketmotor, luftfartskomponent og sikkerhedsvirksomhed. Den blev etableret ved en sammenlægning mellem fly- og raketmotor og luftfartskomponentproducenten SNECMA og sikkerhedsvirksomheden SAGEM i 2005. Hovedkvarteret for virksomheden ligger i Paris. Koncernen er en del af aktieindeksene CAC 40 og Euro Stoxx 50.
Koncernens omsætning var i 2014 på 15,4 mia. Euro og der var 62.500 ansatte i 2012.

## Navn
Navnet Safran, betyder bogstaveligt talt "rorblade", det blev valgt ud af 4.250 forslag. Navnet betragtes som passende for holdingselskabets retning, bevægelser og strategi. Safran kan også oversættes som krydderiet safran, som virksomheden nævner som en markør for tidlig international handel.

## Ejerforhold
63,5 % af aktierne i Safran er fri markedskapital, 22 % er ejet af den franske stat og 14,4 % er ejet af medarbejderne.

## Historie
I 1905 etablerede Louis Seguin virksomheden Gnome. Produktionen af den første rotormotor til fly, Gnome Omega, begyndte i 1909. Denne virksomhed fusionerede med Le Rhône, en virksomhed etableret i 1912 af Louis Verdet og Gnome et Rhône motorvirksomheden blev til. Gnome & Rhône blev nationaliseret i 1945 og blev til Snecma. I 2000 ændrede virksomheden navn til “Snecma Group” og gennemførte en række opkøb. En større koncern med supplerende forretninger blev skabt.
Sagem (Société d’Applications Générales de l’Electricité et de la Mécanique) blev etableret i 1924 af Marcel Môme. I 1939 gik Sagem ind på telefon og transmissionsmarkedet ved at tage kontrol over Société anonyme des télécommunications (SAT). I 1999 overtog det Société de Fabrication d’Instruments de Mesure (Sfim), en specialist i måleinstrumenter. I 2008 blev Sagem Mobile og Sagem Communications frasolgt. Sagem Mobile blev til Sagem Wireless i januar 2009.

### Safran-koncernen
Safran-koncernen blev etableret 11. maj 2005 ved en fusion af Snecma og Sagem SA.
Den er delt i tre hovedafdelinger:

### Aerospace propulsion
Aerospace propulsion afdelingen samler alle aktiviteter med betydning for fremdrift af fly, helikoptere, raketter, affyringsramper, til civilluftfart, militærluftfart og rumfart. Det gælder design, produktion, markedsføring, test, vedligeholdelse, reparation og eftersyn.
- Snecma (tidligere Snecma Moteurs)
  - Kommercielle og militære motorer

- Turbomeca
  - Turboshaft motorer til helikoptorer
  - Jetmotorer til trænings og støttefly
  - Turbiner til raketter og droner (Microturbo datterselskab)
  - APU (Microturbo datterselskab)

- Herakles (tidligere Snecma Propulsion Solide)
  - Solide raketmotorer til affyringsramper, strategiske og taktiske misiler
  - Thermostructural kompositmaterialer

- Techspace Aero
  - Komponenter til fly- og raketmotorer

#### Øvrige dattterselskaber
- Cenco
- Smartec
- SMA Engines
- Snecma Services Brussels
- Snecma Suzhou
- Snecma Xinyi Airfoil Castings

### Luftfartsudstyr
Luftfartsudstyrsafdelingen designer, producerer, sælger og servicerer systemer og udstyr til civil og militær luftfart.
- Messier-Bugatti-Dowty
  - Landingsstel design, produktion og service
  - Hjul og karbonbremsere for primære kommericelle jetfly
  - Bremsekontrolsystemer og hydrauliske systemer

- Aircelle
  - Kommercielle flymotorer naceller og thrust reverser

- Labinal
  - Ledningssystemer til fly

- Hispano-Suiza
  - Mekanisk, hydraulisk, elektronisk og elektrisk udstyr

- Safran Engineering Services
  - Ingeniør og konsulentvirksomhed

- Technofan
  - Fan designer og producent

#### Øvrige datterselskaber
- Cinch Connectors
- Globe Motors
- SLCA
- Sofrance
- Technofan Inc.

### Forsvar og sikkerhed
Forsvarsdivisionen opererer i civile- militære- rumfartsmarkeder og dækker de følgende områder: inertial vejledning og navigationsudstyr (SIGMA INS er baseret på ring laser gyro sensorer), optroniske systemer og udstyr, avionik systemer, UAV (ubemandede luftfartøjer) systemer, luft-land systemer og udstyr, biometriske identifikationssystemer, sikre transaktionsterminaler og smartcard. 1. juli 2009 godkendte Europæiske Union overtagelsen af 81 % GE Security divisionen, som producerer luftfartssikkerhedssystemer og biometriske identifikationssystemer.
Safrans biometriske produkter og teknologier udgør "biometric data acquisition terminals, enrollment services, and processing software" benyttet i Aadhaar i Indiens nationale identifikationsnummer system og den største biometriske database i verden.
- Sagem
  - Teknologier og services i optronik, avionik, elektronik og sikkerhedskritisk software

- Morpho
  - Multibiometriske teknologier, smartcard, sikkerhedstransaktioner, identitetsstyringsløsninger, sprængstofdetekteringssystemer

#### Øvrige datterselskaber
Forsvar
- Sagem Avionics
- Vectronix

Sikkerhed
- MorphoTrak (amerikansk datterselskab til Morpho, tidligere Sagem Morpho):[8]
- Sagem Orga (nu en division af Morpho):[9]
- Morpho Detection (nu en division af Morpho, tidligere GE Homeland Protection):[10]
- MorphoTrust USA (amerikansk datterselskab til Morpho USA, tidligere L-1 Identity Solutions):[11]

Øvrige
- Safran Conseil